# 三線普提魚
三線普提魚，又稱無紋狐鯛，為輻鰭魚綱鱸形目隆頭魚亞目隆頭魚科的其中一種，分布於西印度洋區，從阿曼灣至南非海域，棲息深度73-200公尺，體長可達28公分，棲息在礁石區海域，生活習性不明。

## 擴展閱讀
維基物種上的相關：三線普提魚